# Dai il meglio di te...
Dai il meglio di te... è un album cover del cantante Al Bano realizzato in duetto con l'imprenditore (e interprete per l'occasione) Massimo Ferrarese a scopo benefico. Contiene celebri canzoni della musica italiana presentate con nuovi arrangiamenti di Alterisio Paoletti e una poesia di Madre Teresa di Calcutta musicata da Al Bano.

## Tracce
1. Cercami (Renato Zero, Gianluca Podio)
2. Ci vorrebbe un amico (Antonello Venditti)
3. Città vuota (Doc Pomus, Mort Shuman, Giuseppe Cassia)
4. Come saprei (Adelio Cogliati, Eros Ramazzotti, Giorgia Todrani, Vladimiro Tosetto)
5. Estate (Bruno Martino, Bruno Brighetti)
6. L'emozione non ha voce (Gianni Bella, Mogol)
7. Mi manchi (Fabrizio Berlincioni, Franco Fasano)
8. Una rotonda sul mare (Fred Bongusto, Gorni Kramer)
9. Volare (Domenico Modugno, Franco Migliacci)
10. I migliori anni della nostra vita (Maurizio Fabrizio, Guido Morra)
11. Dai il meglio di te (poesia di Madre Teresa di Calcutta, musica di Albano Carrisi)